# 冈慎之助
冈慎之助（日语：／ Oka Shinnosuke，2003年10月31日—），日本男子竞技体操运动员，2023年亞洲體操錦標賽个人全能金牌得主、团体全能、双杠和单杠银牌得主，2024年代表日本參加奧林匹克夏季奥运会獲得男子团体全能金牌、個人全能金牌、單杠金牌及双杠銅牌。

## 早年经历
冈慎之助的父亲是读卖巨人队的阿部慎之助教练的粉丝，因希望孩子成为“超级明星”，因此取名为“慎之助”。
冈慎之助幼儿园时就能翻身上杠。4岁时，看到了2004年雅典奥运会上后来成为他教练的米田功等日本代表赢得体操男子团体金牌的画面，以此为契机，在周围人的鼓励下，冈慎之助加入了“冈山少年体操学校”，开始了他的体操之路。
冈慎之助在初中时期便与高中生一起训练。在初三时，他参加了全国中学校体操竞技锦标赛，获得了个人全能和单杠项目的第一名，以及自由操项目的第二名。
2019年初中毕业后，曾入学当地的强校關西高等學校，但为了专注于竞技体育选择退学，转学到通信制的星槎国际高等学校。尽管情况非常特殊，他还是加入了社会人强队德洲会体操俱乐部，并在同年5月因方便去训练场地的原因搬到了镰仓。

## 职业生涯
2019年6月，冈慎之助参加了在匈牙利举行的第一届世界青年競技體操錦標賽，在团体和个人全能项目中获得金牌。此外，他还在单项比赛中获得了鞍马银牌和双杠铜牌。
在2020年东京奥运会选拔赛兼2021年全日本锦标赛中，因为手腕的伤势在预赛中被淘汰。
在2022年的全日本锦标赛中，冈慎之助在预赛中以第三名晋级决赛，但在第四个项目跳马落地时失误，导致右膝前十字韧带断裂，完全治好需要8个月，然后进行了手术。虽然一度面临无法参加奥运会的风险，但手术后仅两个月他就重新开始了训练。由于受伤的影响，无法进行跳跃类的练习，他选择克服自己不擅长的吊环项目，加强了这方面的训练。
2024年4月的全日本锦标赛上，冈慎之助获得个人全能第二名，双杠第二名，自由操第三名。5月的NHK杯，个人全能首次获得冠军，加上全日本锦标赛的表现，入选巴黎奥运会日本队名单。2023年6月，在新加坡举办的亚洲体操锦标赛中获团体全能亚军，个人全能冠军，单杠亚军和双杠亚军。
2024年冈慎之助代表日本參加巴黎奥运会，获男子团体全能金牌、個人全能金牌、單杠金牌及双杠銅牌。

## 受赏
- 鎌倉市市民栄誉賞（2024年）[20]
- 岡山県県民栄誉賞（2024年）[21]
- 紫綬褒章（2024年）[22][23]
- 第37回小学館DIMEトレンド大賞2024（日语：DIME (雑誌)） 話題の人物賞（2024年）[24]
- 第64回岡山スポーツ賞（2025年）[25][26]

## 外部連結
- 冈慎之助在International Gymnastics Federation（英语）
- 冈慎之助在Olympics.com（英语）
- 冈慎之助的Instagram帳戶